# 民族联合与团结党
印度尼西亚民族联合与团结党（荷蘭文：Kerukanan Tulodo Pranatan Ingil）是苏里南的一个政党，前身是成立于1947年的印度尼西亚联合农民党，1978年为现名。该党最早是印尼裔苏里南人伊丁·苏米塔和另外两人在1946年创建的协会，其目的在于督促政府统一爪哇人返回的印度尼西亚等要求。次年为获得被选举权，与卡拉马特·阿利等的配合下改组为政党。该政党以促进苏里南人民的福利特别是促进来自印度尼西亚的苏里南人的福利为党纲，宣扬种族主义，主张议会民主。该政党主要影响区域在印尼裔居多的科默韦讷区，该党党员也几乎全是爪哇人。1970年伊丁将其党主席的位置让与其子维利·苏米塔。该党多次与民族党联合，并在此后的1973、1977、1987和1991四次大选被选为执政党。1996年大选时参加民族民主党发起的联盟，成为执政党之一。此后大选中均不敌民族党发起的“新阵线”，成为反对党。该党以哇扬木偶戏中的查诺科为象征物。